# Euphorbia indivisa
Euphorbia indivisa là một loài thực vật có hoa trong họ Đại kích. Loài này được (Engelm.) Tidestr. mô tả khoa học đầu tiên năm 1935.